# Hrabstwo Henderson (Tennessee)
Hrabstwo Henderson (ang. Henderson County) – hrabstwo w stanie Tennessee w Stanach Zjednoczonych. Obszar całkowity hrabstwa obejmuje powierzchnię 525,91 mil² (1362,1 km²). Według szacunków United States Census Bureau w roku 2009 miało 27 037 mieszkańców.
Hrabstwo powstało w 1821 roku. 

## Miasta
- Lexington
- Parkers Crossroads
- Sardis[4]

## CDP
- Chesterfield
- Darden[4]